# Micrasema jihmam
Micrasema jihmam is een schietmot uit de familie Brachycentridae. De soort komt voor in het Oriëntaals gebied.